# Murda
Önder Doğan [œndɛɾ doan](Amsterdam, 30 januari 1984), beter bekend onder zijn artiestennaam Murda, is een Turks-Nederlands rapper.

## Levensloop

### Beginjaren
Doğan werd geboren in Amsterdam-Noord als zoon van een vader en moeder die actief waren in het theater. Toen hij jong was verhuisden ze naar Madrid, waar hij op de internationale school zat, om vervolgens in Istanboel te gaan wonen. Hij groeide op met veel internationale invloeden. In een periode met vervelende familieomstandigheden ontdekte Doğan via zijn neef de hiphop.
Na zijn terugkeer in Nederland ging Doğan in Eindhoven wonen. Het ging niet goed in Turkije dus stuurden zijn ouders hem naar Nederland om hier zijn school af te maken. Hij begon muziek te schrijven en op te nemen, onder anderen samen met Fresku. Later deed hij met zijn toenmalige groep, Militant Union (duo met R.Kay), mee aan de Grote Prijs van Nederland. In een coffeeshop ontmoette hij SpaceKees, met wie hij nummers ging opnemen. Doğan werd daarnaast door SpaceKees uitgenodigd als back-up mc voor diens tour met Jiggy Djé. Kort daarna tekende Jiggy Djé hem na de oprichting van Noah's Ark op het label als een van de eerste artiesten.

### Carrière
Begin 2008 was zijn eerste ep klaar, getiteld Turkse Pizza. Deze ep, geproduceerd door SirOJ, bevatte bijdragen van onder anderen SpaceKees, Jiggy Djé, Heist Rockah, Willie Wartaal en Vieze Fur en werd uitgebracht op het label Noah's Ark. De outro van het album werd verzorgd door het komische rapduo Youssef en Kamal.
In 2010 maakte Önder ook zijn acteerdebuut, in de film Gangsterboys. Daarin speelt hij de hoofdrol van Mahmut, naast collega rapper Yes-R (als Apo).
In hetzelfde jaar maakte hij samen met FS Green zijn debuutalbum genaamd De Kassier (Een Monnie Album). Net als de ep Turkse Pizza werd ook deze release uitgebracht op het label Noah's Ark. Solo en met anderen werd hij bij elkaar zeven maal een genomineerd voor een State Award. Eenmaal won hij deze prijs, namelijk in 2010 samen met Hef in het duo Bang Bros als Beste groep.
Na lange afwezigheid en zijn vernieuwde contacten met leden van de Lefensmannen en rapper Bokoesam, kwam hij met de ep Goeie Dingen, met gastoptredens van enkele Lefensmannen en Noah's Ark-leden.
Doğan bracht gedurende 2015 elke maand een single uit, die uiteindelijk worden verzameld op het album We Doen Ons Best.
In 2016 bracht hij het nummer Niet zo uit in samenwerking met Ronnie Flex, deze behaalde de 55e plaats in de Nederlandse Single Top 100 en bleef hier 21 weken in staan. In 2019 behaalde Doğan voor het eerst een nummer 1-hit met het nummer Rompe in samenwerking met Priceless en Frenna. In 2018 bracht hij zijn album 'Baba' uit, een ode aan zijn pasgeboren dochter en een viering van zijn vaderschap. Datzelfde jaar ontmoette hij Ezhel, een Turkse rapper die hem al sinds 2008 in de gaten hield.
In september 2019 brachten zij samen 'Boynumdaki Chain' uit en kort daarna 'AYA', een track die later een van de grootste hits uit Turkije werd. De klik tussen de twee artiesten was er al vanaf het eerste moment dat zij samen de studio ingingen. De daaropvolgende release 'Bi Sonraki Hayatimda Gel' werd weer een hit en de heren besloten samen een album te maken. In de tussentijd scoorde Murda met zijn solo track 'Eh Baba' een nummer 1 notering in Turkije (naast vele andere keren dat hij op 1 stond samen met Ezhel) en bracht zijn solo-album 'Doğa' uit.
Het album met Ezhel behoort tot een van de meest beluisterde albums in Turkije.
In januari 2020 bevatte de top drie van de Turkse hitparade op enig moment alleen nummers van Murda. In juli van hetzelfde jaar bracht Murda het nummer Dom Pérignon uit in samenwerking met Qlas en Blacka, Henkie T en Jonna Fraser. Het nummer behaalde de 13e plek in de Nederlandse Single Top 100 en won in september 2020 de FunX Music Award voor beste samenwerking.
Murda heeft als MC Turk voor verschillende hardstyle releases van Showtek de vocalen ingesproken, waaronder de tracks Partylover, World Is Mine, Raver en FTS.

### Arrestatie
In oktober 2021 werd de rapper opgepakt bij de Turkse Luchthaven Istanboel Sabiha Gökçen, omdat hij in sommige nummers over drugsgebruik en seks rapte en daarmee het gebruik ervan zou hebben verheerlijkt. In afwachting van zijn proces mocht hij Turkije niet verlaten.
Op 21 oktober 2021 diende het Turkse OM een aanklacht tegen Murda in, waarin tot 10 jaar celstraf werd geëist. Op 22 oktober 2021 werd bekendgemaakt dat de rapper Turkije mocht verlaten.
De Turkse rechtbank in Istanboel veroordeelde Murda op 19 april 2022 bij verstek tot 4 jaar en 2 maanden cel.

## Filmografie
- 2010: Gangsterboys (film) – Mahmut
- 2010: Flikken Maastricht (televisieserie) – Mehmed (afl. 'Rip deal')
- 2011: Van God Los (televisieserie) – Hamit (afl. 'Onder dwang')